# سيدي أحمد الخدير
سيدي أحمد الخدير هي قرية في إقليم سطات ضمن جهة الشاوية ورديغة بالغرب المغربي. كان مجموع عدد سكان الجماعة القروية سيدي أحمد الخدير 8.683 نسمة.(تعداد السكان الرسمي 2004)